# کانیتا، آئوموری
کانیتا، آئوموری (به لاتین: Kanita) یک منطقهٔ مسکونی در ژاپن است که در ناحیه توهوکو واقع شده‌است. کانیتا ۳٬۷۴۵ نفر جمعیت دارد.